# Almirante de la Flota (Reino Unido)

Insignia de almirante de la Flota de la Marina Real Británica.

Almirante de la Flota es un rango de la Armada o Marina Real británica y de otras armadas. Es el equivalente al de almirante de la Flota en la Armada de los Estados Unidos.
El grado evolucionó desde los antiguos días de la navegación en escuadras de la Armada Real Británica. A cada escuadrón se le asignó un color: rojo, blanco o azul. A cada escuadra con su color particular se le asignó un almirante, el cual tenía bajo su mando a un vicealmirante y un contralmirante. El almirante de la Flota, por lo tanto, estaba al mando de almirantes de varias escuadras y, de esa manera, al mando de toda la Flota.
Entre 1795 y 1827 el jefe de la Marina Real fue conocido como almirante de la Flota. A esta posición se le dio más tarde el nombre de “primer lord del Mar” (“First Sea Lord”).
Los compromisos de rutina relativos al cargo de almirante de la Flota (y sus equivalentes en otros servicios británicos) cesaron en 1996. Sin embargo, el rango aún existe, y los oficiales ya nombrados para él están exentos de este cese.
Un almirante de la Flota es un grado de cinco estrellas. En la OTAN posee un rango código OF-10, equivalente a un mariscal de la Real Fuerza Aérea británica (RAF) o a un mariscal de campo del Ejército Británico.
El término “almirante de la Flota” también es usado en otros ejércitos del mundo para designar a los oficiales de mayor edad o para el comandante en jefe de la Armada. En la “Kriegsmarine” (Marina de Guerra) alemana durante la Segunda Guerra Mundial, el rango equivalente era “gran almirante” (Großadmiral).

## Almirantes de la Flota
| Nombramiento             | Nombre                                                          | Nacimiento | Fallecimiento |
| ------------------------ | --------------------------------------------------------------- | ---------- | ------------- |
| 1690                     | Edward Rusell, primer Conde de Oxford                           | 1652       | 1727          |
| 1696                     | Sir George Rooke                                                | c. 1650    | 1709          |
| 13 de enero de 1705      | Sir Cloudesley Shovell                                          | 1650       | 1707          |
| 21 de diciembre de 1708  | Sir Stafford Fairborne                                          | c. 1666    | 1742          |
| 14 de marzo de 1718      | George Byng, primer Vizconde de Torrington                      | 1663       | 1733          |
| 20 de febrero de 1734    | Sir John Norris                                                 | 1670       | 1749          |
| 1 de julio de 1749       | Sir Chaloner Ogle                                               | 1681       | 1750          |
| 22 de noviembre de 1751  | James Steuart                                                   | 1690       | 1757          |
| Marzo de 1757            | George Clinton                                                  | 1686       | 1761          |
| 30 de julio de 1761      | George Anson                                                    | 1697       | 1762          |
| 17 de diciembre de 1762  | Sir William Rowley                                              | c. 1690    | 1768          |
| 15 de enero de 1768      | Edward Hawke, primer Barón Hawke                                | 1705       | 1781          |
| 24 de octubre de 1781    | John Forbes                                                     | 1714       | 1796          |
| 12 de marzo de 1796      | Richard Howe, primer Conde Howe                                 | 1726       | 1799          |
| 16 de septiembre de 1799 | Sir Peter Parker, primer Baronet                                | 1721       | 1811          |
| 24 de diciembre de 1811  | Guillermo IV                                                    | 1765       | 1837          |
| 8 de enero de 1844       | Sir James Whitshed                                              | 1762       | 1849          |
| 9 de noviembre de 1846   | Sir George Martin                                               | 1764       | 1847          |
| 13 de octubre de 1849    | Sir Thomas Martin                                               | 1773       | 1854          |
| 1 de julio de 1851       | Sir George Cockburn                                             | 1772       | 1853          |
| 8 de diciembre de 1857   | Sir Charles Ogle, segundo Baronet                               | 1775       | 1858          |
| 25 de junio de 1858      | Sir John West                                                   | 1774       | 1862          |
| 20 de mayo de 1862       | Sir William Hall Gage                                           | 1777       | 1864          |
| 10 de noviembre de 1862  | Sir Graham Eden Hamond, segundo Baronet                         | 1779       | 1862          |
| 27 de abril de 1863      | Sir Francis Austen                                              | 1774       | 1865          |
| 27 de abril de 1863      | Sir William Parker, primer Baronet                              | 1781       | 1866          |
| 11 de enero de 1864      | Sir Lucius Curtis, segundo Baronet                              | 1786       | 1869          |
| 12 de septiembre de 1865 | Sir Thomas John Cochrane                                        | 1789       | 1872          |
| 30 de noviembre de 1866  | Sir George Seymour                                              | 1787       | 1870          |
| 30 de enero de 1868      | Sir James Alexander Gordon                                      | 1782       | 1869          |
| 15 de enero de 1869      | William Bowles                                                  | 1780       | 1869          |
| 3 de julio de 1869       | Sir George Sartorius                                            | 1790       | 1885          |
| 21 de enero de 1870      | Sir Fairfax Moresby                                             | 1786       | 1877          |
| 20 de octubre de 1872    | Sir Houston Stewart                                             | 1791       | 1875          |
| 22 de enero de 1877      | Sir Henry Codrington                                            | 1808       | 1877          |
| 5 de agosto de 1877      | Sir Henry Keppel                                                | 1809       | 1904          |
| 11 de diciembre de 1877  | Sir Provo Wallis                                                | 1791       | 1892          |
| 27 de diciembre de 1877  | Thomas Maintland, undécimo Conde de Lauderdale                  | 1803       | 1878          |
| 27 de diciembre de 1877  | Sir George Mundy                                                | 1805       | 1884          |
| 15 de junio de 1879      | Sir James Hope                                                  | 1808       | 1881          |
| 15 de julio de 1879      | Sir Thomas Symonds                                              | 1813       | 1894          |
| 10 de junio de 1881      | Sir Alexander Milne                                             | 1806       | 1896          |
| 1 de diciembre de 1881   | Sir Charles Elliot                                              | 1818       | 1895          |
| 29 de abril de 1885      | Sir Alfred Ryder                                                | 1820       | 1888          |
| 19 de julio de 1821      | John Hervis, primer Conde de St. Vicent                         | 1735       | 1823          |
| 28 de junio de 1830      | Sir Charles Morrice Pole, primer Baronet                        | 1757       | 1830          |
| 24 de abril de 1833      | Sir Charles Nugent                                              | 1759       | 1844          |
| 18 de julio de 1887      | Su Majestad el Rey Eduardo VII (honorario)                      | 1841       | 1910          |
| 1 de mayo de 1888        | Sir Geoffrey Hornby                                             | 1825       | 1895          |
| 8 de diciembre de 1888   | Lord John Hay                                                   | 1827       | 1916          |
| 12 de agosto de 1889     | Su Majestad Imperial Guillermo II, Emperador Alemán (honorario) | 1859       | 1941          |
| 13 de febrero de 1892    | Sir John Commerel                                               | 1829       | 1901          |
| 3 de junio de 1893       | Alfredo I de Sajonia-Coburgo-Gotha                              | 1844       | 1900          |
| 20 de febrero de 1895    | Richard Meade, cuarto Conde de Clanwilliam                      | 1832       | 1907          |
| 23 de agosto de 1897     | Sir Algernon MacLennan Lyons                                    | 1833       | 1908          |
| 29 de noviembre de 1898  | Sir Frederick William Richards                                  | 1833       | 1912          |
| 13 de enero de 1899      | Sir Nowell Salmon                                               | 1835       | 1912          |
| 3 de octubre de 1902     | Sir James Elphinstone Erskine                                   | 1838       | 1911          |
| 30 de agosto de 1903     | Sir Charles Frederick Hotham                                    | 1843       | 1925          |
| 16 de junio de 1904      | Lord Walter Kerr                                                | 1839       | 1927          |
| 20 de febrero de 1905    | Edward Hobart Seymour                                           | 1840       | 1929          |
| 5 de diciembre de 1905   | John Arbuthnot Fisher                                           | 1841       | 1920          |
| 1 de marzo de 1907       | Sir Arthur Knyvet Wilson, tercer Baronet                        | 1842       | 1921          |
| 11 de junio de 1908      | Su Majestad Imperial Nicolás II, Zar de Rusia (honorario)       | 1868       | 1918          |
| 2 de diciembre de 1908   | Sir Gerard Noel                                                 | 1845       | 1918          |
| 27 de enero de 1910      | Enrique de Prusia (honorario)                                   | 1862       | 1929          |
| 30 de abril de 1910      | Sir Arthur Fanshawe                                             | 1847       | 1936          |
| 20 de marzo de 1913      | Sir William May                                                 | 1849       | 1930          |
| 5 de marzo de 1915       | Sir Hedworth Meux                                               | 1856       | 1929          |
| 2 de abril de 1917       | Sir George Callaghan                                            | 1852       | 1920          |
| 3 de abril de 1919       | John Jellicoe                                                   | 1859       | 1935          |
| 3 de abril de 1919       | David Beatty                                                    | 1871       | 1936          |
| 31 de julio de 1919      | Sir Henry Bradwardine Jackson                                   | 1855       | 1929          |
| 1 de noviembre de 1919   | Rosslin Erskine-Wemyss, primer Barón Wester Wemyss              | 1864       | 1933          |
| 24 de noviembre de 1920  | Sir Cecil Burney, primer Baronet                                | 1858       | 1929          |
| 5 de julio de 1921       | Sir Frederick Doveton Sturdee, primer Baronet                   | 1859       | 1925          |
| 22 de agosto de 1921     | Luis de Battenberg                                              | 1854       | 1921          |
| 31 de julio de 1924      | Sir Charles Madden                                              | 1862       | 1935          |
| 8 de mayo de 1925        | Sir Somerset Calthorpe                                          | 1864       | 1937          |
| 24 de noviembre de 1925  | Sir John de Robeck                                              | 1862       | 1928          |
| 21 de enero de 1928      | Sir Henry Oliver                                                | 1865       | 1965          |
| 31 de julio de 1929      | Sir Osmond Brock                                                | 1869       | 1947          |
| 8 de mayo de 1930        | Roger John Brownlow keyes, primer Barón Keyes                   | 1872       | 1945          |
| 20 de enero de 1933      | Sir Frederick Field                                             | 1871       | 1945          |
| 31 de julio de 1934      | Sir Reginald Tyrwhitt, primer Baronet                           | 1870       | 1951          |
| 1935                     | Alfred Chatfield, primer Barón Chatfield                        | 1873       | 1967          |
| 21 de enero de 1936      | Su Majestad el Rey Eduardo VIII                                 | 1894       | 1972          |
| 12 de julio de 1936      | Sir John Kelly                                                  | 1871       | 1936          |
| 11 de diciembre de 1936  | Su Majestad el Rey Jorge VI                                     | 1894       | 1952          |
| 21 de enero de 1938      | William Boyle, duodécimo Conde de Cork                          | 1873       | 1967          |
| 7 de julio de 1939       | Sir Roger Backhouse                                             | 1878       | 1939          |
| 31 de julio de 1939      | Dudley Pound                                                    | 1877       | 1943          |
| 8 de mayo de 1940        | Sir Charles Forbes                                              | 1880       | 1960          |
| 21 de enero de 1943      | Andrew Cunningham, primer Vizconde Cunningham de Hyndhope       | 1883       | 1963          |
| 22 de octubre de 1943    | John Tovey                                                      | 1885       | 1971          |
| 8 de mayo de 1945        | Sir James Somerville                                            | 1882       | 1949          |
| 21 de enero de 1948      | Sir John Cunningham                                             | 1885       | 1965          |
| 22 de octubre de 1945    | Bruce Fraser, primer Barón Fraser de North Cape                 | 1888       | 1981          |
| 20 de marzo de 1949      | Sir Algernon Willis                                             | 1889       | 1976          |
| 22 de abril de 1952      | Sir Arthur Power                                                | 1889       | 1960          |
| 1 de junio de 1952       | Sir Philip Vian                                                 | 1894       | 1968          |
| 15 de enero de 1953      | Su Alteza Real el Príncipe Felipe, Duque de Edimburgo           | 1921       | 2021          |
| 1 de mayo de 1953        | Sir Rhoderick McGrigor                                          | 1893       | 1959          |
| 22 de abril de 1955      | Sir George Creasy                                               | 1895       | 1972          |
| 22 de octubre de 1956    | Louis Mountbatten, primer Conde Mountbatten de Burma            | 1900       | 1979          |
| 1960                     | Sir Charles Lambe                                               | 1900       | 1960          |
| 23 de mayo de 1962       | Sir Caspar John                                                 | 1903       | 1984          |
| 12 de agosto de 1968     | Sir Varyl Begg                                                  | 1908       | 1995          |
| 1970                     | Michael LeFanu                                                  | 1913       | 1970          |
| 12 de marzo de 1971      | Peter Hill-Norton, Barón Hill-Norton                            | 1915       | 2004          |
| 1 de marzo de 1974       | Sir Michael Pollock                                             | 1916       | 2006          |
| 9 de febrero de 1977     | Sir Edward Ashmore                                              | 1919       | 2016          |
| 6 de julio de 1979       | Terence Lewin, Barón Lewin                                      | 1920       | 1999          |
| 1 de diciembre de 1982   | Sir Henry Leach                                                 | 1923       | 2011          |
| 2 de agosto de 1985      | John Fieldhouse, Barón Fieldhouse                               | 1928       | 1992          |
| 25 de mayo de 1989       | Sir William Staveley                                            | 1928       | 1997          |
| 2 de marzo de 1992       | Sir Julian Oswald                                               | 1928       | 2011          |
| 10 de julio de 1995      | Sir Benjamin Bathurst                                           | 1936       | –             |

La práctica de promocionar retirando a primeros lores del Mar o almirantes, convirtiéndolos en jefes del Estado Mayor de la Defensa con rango de almirante de la Flota, fue abandonada entonces.
- Datos: Q16145662